# Jean Batten
Jean Gardner Batten, OSC, CBE (Rotorua, 15 de setembre de 1909 – 22 de novembre de 1982) va ser una dona pilot de Nova Zelanda coneguda internacionalment per establir un seguit de rècords de vol en solitari a través del món. Va ser la primera en el món a fer el vol en solitari d'Anglaterra a Nova Zelanda l'any 1936.

## Biografia
Jane Batten (el seu nom aviat va canviar a Jean), filla de Frederick Batten, un cirurgià dental, i Ellen Batten (que esdevindria la seva seguidora més convençuda quan Jean va escollir seguir la carrera de pilot); va tenir dos germans més grans. El 1913 la família es va mudar a Auckland, on, amb cinc anys, Jean va entrar a la Melmerley Ladie's School de Parnell. Ben aviat Jean va sentir fascinació pels avions, ja que el 1919, quan comptava amb tan sols 10 anys, es va fer el primer vol Anglaterra-Austràlia que van portar a terme els germans Ross i Keith Smith, fet que la va impressionar profundament. L'any 1924 Batten va ser matriculada en un internat femení a Remuera, Auckland, on va estudiar ballet i piano, però l'any 1928 dues grans proeses aeronàutiques van tornar a centrar l'atenció de Jean. La primera va ser el vol en solitari de Bert Hinkler d'Anglaterra a Austràlia, i la segona, un viatge per tot el Pacífic que van portar a terme els australians Charles Kingsford-Smith i Charles Ulm. Tot i ser una dotada pianista, a l'edat de 18 anys va decidir convertir-se en pilot després que la seva mare aconseguís un baptisme aeri amb Charles Kingsford-Smith a bord del seu avió Southern Cross.

## Primers vols
L'any 1929, ella i la seva mare es van traslladar a Anglaterra, per unir-se al London Aeroplane Club a Hatfield. Jane va fer el seu primer vol en solitari l'any 1930 i va aconseguir la llicència "A" de vol privat el desembre de 1930. Després d'això va estudiar mecànica, meteorologia i navegació per tal de treure's la llicència "B" de vol comercial. Per preparar aquest títol, fita que va aconseguir el desembre 1932, va haver de demanar 500 lliures prestades a Fred Truman, pilot neozelandès que volia casar-se amb ella. Un cop aconseguida, va conèixer el pilot Victor Dorée, que es va oferir a finançar un vol en solitari a Austràlia a canvi del 50% de tots els guanys que aconseguís.
Així, el 9 d'abril de 1933 amb un D.H. 60 Gypsy Moth de segona mà amb matrícula G-AALG, va enlairar-se del camp d'aviació de Lympne, a prop de la costa del canal. A l'alçada de Balutxistan es va trobar una tempesta de sorra que la va obligar a fer un aterratge d'emergència sense visibilitat, i es trencà l'hèlix del Moth. Després d'aconseguir-ne una de recanvi va continuar, però el 16 d'abril, tan sols 100 km més endavant, prop de Karachi, el motor es va avariar en trencar-se una biela; l'obligà a fer un aterratge sense motor que va acabar amb el Moth estavellat contra un mur de protecció.
Un cop va tornar a Londres no va poder persuadir Dorée per comprar una altra aeronau, així que es va dirigir a lord Wakefield, magnat de la petroliera Castrol, que va acceptar aconseguir-li un segon Gipsy Moth per 240 lliures. Va fer un altre intent el 21 d'abril de 1934, però es va quedar sense combustible de nit quan sobrevolava Roma i aterrà en un camp dels afores de Roma d'on va sortir amb ferides lleus però amb el Moth un altre cop espatllat. L'avió va ser reparat i va poder tornar a Londres, on va agafar prestades les ales de baix de l'aeronau del seu promès, el corredor de borsa Edward Walter, per intentar-ho per tercer cop.

## Trencant rècords

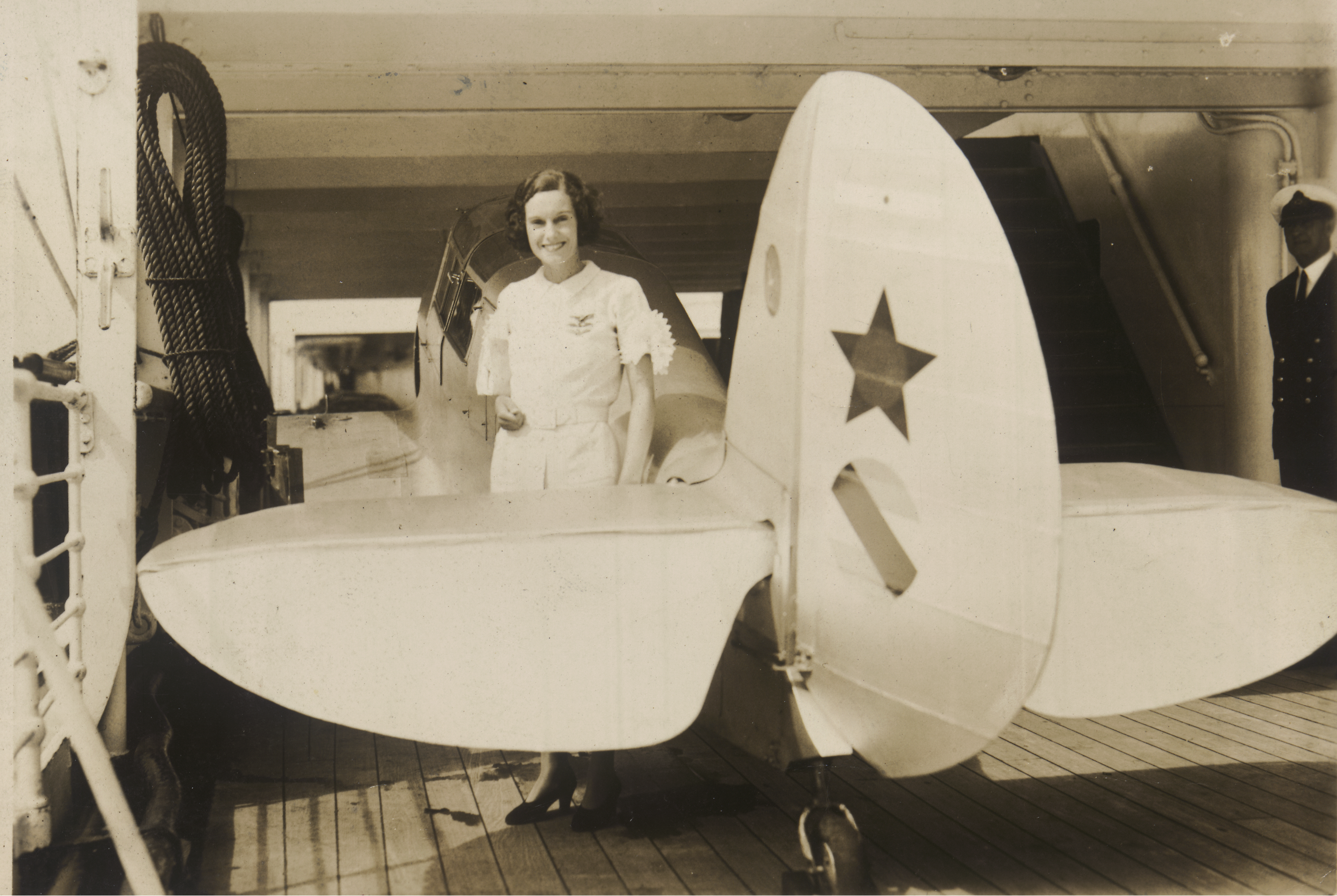
Jean Batten i el seu avió.

El 8 de maig de 1934 Batten va sortir en el seu Gipsy Moth, per tercera vegada, amb la intenció de recórrer 17.000 km en setze etapes i arribar a Austràlia tot i ser època de monsons. El vol va anar molt bé fins a l'etapa que anava de Yangon a Victoria Point, a l'extrem sud de Birmània, que va ser un malson. Jean va sortir de Rangoon amb cel net i bon temps, però, cinc hores més tard, es va trobar amb una forta tempesta, poc de combustible per a tornar i sense possibilitat d'esquivar-la. Pràcticament sense visibilitat i amb la cabina inundada va trobar un clar en la tempesta que va aprofitar per a baixar per sota dels núvols, i hagué de sobrevolar la selva birmana durant 35 minuts abans de trobar un lloc on aterrar, que per sort va resultar ser Victoria Point. Finalment, el 23 de maig de 1934, va aterrar a Darwin i, amb una duració de 14 dies, 22 hores i 30 minuts, va batre el rècord de vol Anglaterra-Austràlia que tenia la pilot anglesa Amy Johnson, i el reduí en més de quatre dies. Austràlia va embogir d'entusiasme i Jean va decidir anar a Nova Zelanda. Per fer-ho, Batten va haver d'agafar un vaixell amb el Gipsy Moth a bord, ja que aquest no tenia prou autonomia per travessar els 2.000 km del mar de Tasmània. Un cop allà el govern la va nomenar filla predilecta i li feu lliurament d'un xec de 3.000 dòlars i feu una gira de sis setmanes abans de retornar a Anglaterra. A Anglaterra va patir un ensurt sense conseqüències, prop de l'illa de Timor, però finalment, tot i els problemes mecànics del vell Moth, va arribar a Croydon després de 17 dies i 15 hores, i esdevingué la primera dona a fer el vol d'anada i tornada Anglaterra-Austràlia.
Per aquesta fita i un seguit de rècords posteriors li va ser atorgat tres vegades consecutives el Trofeu Harmon (1935, 1936, 1937), així mateix Castrol Oil li va fer un contracte. El llibre de Jane sobre el seu viatge, Vol en solitari, va ser publicat per Jackson i O'Sullivan Ltd. l'any 1934.

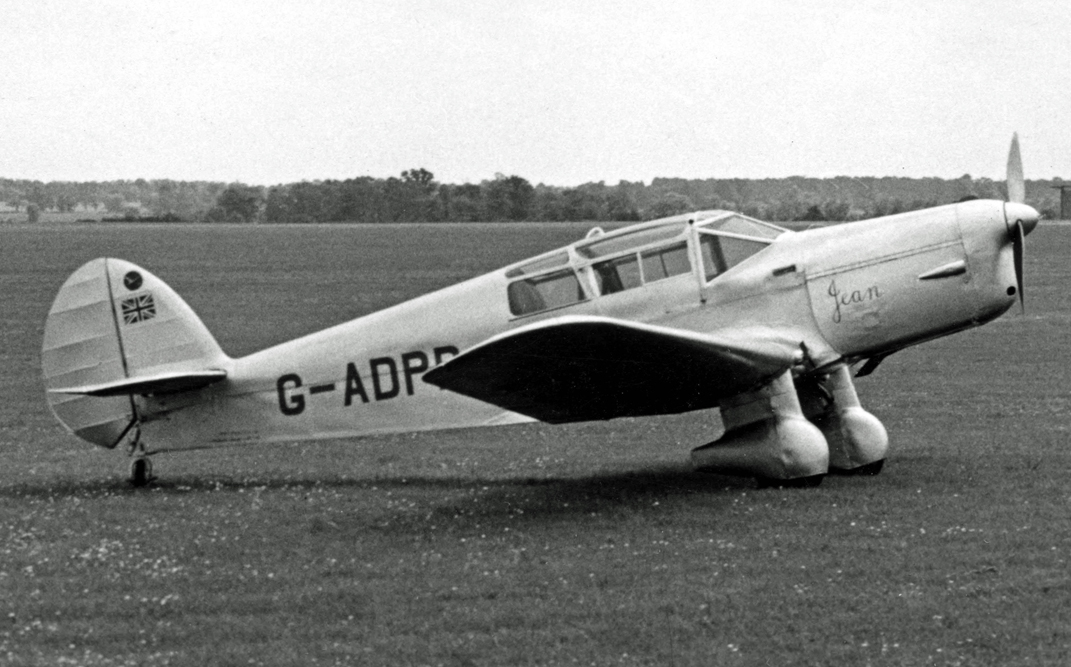
El Percival Gull de Batten anomenat Jean a un espectacle aeri del Regne Unit l'any 1954

El setembre de 1935 Jean va comprar, per 2.000 lliures, 1.000 de les quals van ser aportades per lord Wakefield, un àgil monoplà de cabina tancada Percival Gull Six amb dipòsits addicionals, matriculat G-ADPR i batejat com a Jean. Dos mesos més tard, Jean era a Thiès, prop de Dakar, fent els últims preparatius per creuar l'Atlàntic amb destinació a Natal, on va arribar en tan sols 13 hores i 15 minuts, reduint en més de quatre hores el rècord que tenia Jim Mollison en el mateix recorregut. El temps total de vol per fer els 8.000 km que separen Anglaterra de Brasil va ser de 61 hores i 15 minuts, rècord total en qualsevol tipus d'aeroplà i gairebé un dia menys que Jim Mollison. Aquesta fita li va valdre la concessió de l'Orde de la Creu del Sud, i fou la primera persona que no pertanyia a la reialesa que rebés aquest honor.
Després de tornar d'Anglaterra, Jean es va retirar de la vida pública, llogà una casa de camp a Hertfordshire amb la seva mare. El 5 d'octubre de 1936, per tal de demostrar que era possible una ruta Anglaterra-Nova Zelanda, va fer un altre rècord mundial amb un vol en solitari de Lympne a Auckland en tan sols 11 dies i 45 minuts, rècord que no va ser batut fins a l'any 1980 per la britànica Judith Chisholm. A Rotorua, el seu lloc de naixement, va ser honrada pels maoris, igual que ho havia estat al seu viatge de 1934, i li fou atorgada una capa de plomes i el títol d'Hine-o-te-Rangi ('Filla dels Cels'). Quan va arribar a Sydney el mes de febrer de 1937 va saber que el seu amic Beverley Sheperd havia mort d'un accident d'avió el mateix dia de la seva arribada, fet que la va deixar molt afectada. Batten i la seva mare van anar a viure durant uns mesos prop d'una platja de Sydney on Ellen va aconseguir animar Jean perquè no deixés l'aviació. Finalment, el 19 d'octubre de 1937, torna als comandaments del seu Gull Six i vola entre Austràlia i Anglaterra en només 5 dies, 18 hores i 50 minuts, polvoritzant el rècord absolut per a aquest recorregut i esdevenint la primera dona a fer, en solitari, el recorregut en ambdós sentits.

## Honors
El 12 de maig del 1936 Batten va ser rebuda al palau de Buckingham perquè havia estat nomenada Comandanta de l'Orde de l'Imperi britànic (CBE). Aquell mateix any i per segon any consecutiu, Batten va rebre el trofeu Britannia per l'acompliment aeri més meritori del Royal Aero Club i també va rebre la Creu de Chevalier de la Legió d'Honor. El 1938 va guanyar la medalla de la Fédération Aéronautique Internationale, l'honor més alt de l'aviació, i fou la primera dona a rebre-la.

## Vida posterior
La Segona Guerra Mundial va acabar amb les aventures voladores de Batten. Tot i que ella va voler servir a ATA (Air Transport Auxiliary) com Amy Johnson, el seu Gull va ser enviat al servei actiu, però no van permetre que Jean hi volés. Durant la guerra va conduir una ambulància, va treballar durant tres anys en una fàbrica de munició a Poole, Dorset, i es va implicar en campanyes per aconseguir fons per a armes i avions, però els seus dies de pilot s'havien acabat. Després de la guerra es va retirar de la vida pública excepte en ocasió d'alguns aniversaris.
Batten va viure en diversos llocs al voltant del món amb la seva mare fins que el 19 de juny de 1966 aquesta va morir en braços de la seva filla a San Marcos, Tenerife. El 1977 va ser convidada d'honor a l'obertura del Pavelló de Pioners de l'Aviació al Museu de Transport i Tecnologia d'Auckland, per posteriorment tornar a casa seva a Espanya. El setembre de 1987, el seu biògraf Ian Mackersey va descobrir que Batten havia mort cinc anys abans en l'anonimat a l'illa de Mallorca, a causa d'una mossegada de gos, que es va complicar en rebutjar el tractament. Va ser enterrada el 22 de gener de 1983 en una fossa comuna de Palma.